# Stephan El Shaarawy
Stephan El Shaarawy (arabsko ستيفان الشعراوي), italijanski nogometaš, * 27. oktober 1992, Savona, Italija.
El Shaarawy je nogometni napadalec, ki od leta 2021 igra za Romo.